# Air Management II
Aerobiz Supersonic, conegut com Air Management II: Kōkū Ō wo Mezase (エアーマネジメントII 航空王をめざせ) en el Japó, és un videojoc de simulador de negocis llançat per Koei a l'agost del 1994, disponible per a Super Nintendo i Mega Drive/Genesis. És la seqüela de l'anterior joc de Koei, Aerobiz.

## Jugabilitat
En el joc, que és molt similar al seu predecessor, el jugador encarna a un CEO d'una aerolínia internacional. El jugador competeix contra altres tres empreses (ja siguin controlades per la IA o altres jugadors) per la dominació mundial de la indústria aèria. Això s'obté comprant espais en diferents aeroports al voltant del món, i volant rutes cap a i des d'aquests llocs. Una vegada creada la ruta, el jugador té el control de triar el tipus d'avions en utilitzar, el preu del passatge, i múltiples altres opcions.
El joc inclou nombrosos esdeveniments històrics (vegeu més avall) que poden ajudar o dificultar l'acompliment de l'aerolínia. Hi ha disponibles quatre escenaris per jugar. Entre els escenaris s'inclou: 1955–1975 (que representa l'auge dels avions jet), 1970–1990 (que representa un període d'inestabilitat, crisi del petroli, i la fi de la Guerra freda), 1985–2005 (que representa el present amb una economia pròspera i una relativa pau estable), i 2000–2020 (que representa el reemplaçament dels avions jet pels avions supersònics, l'extensió de la Unió Europea a Rússia, i la cerca de l'alternatives del petroli com a combustible).
Les aerolínies han de complir els seus objectius en un termini de 20 anys; només una pot emergir victoriosa, no hi ha empats. Si cap de les aerolínies aconsegueix guanyar, llavors totes perden.
| Color de la icona | Estat de les relacions | Conseqüències |
| ----------------- | ---------------------- | --- |
| Verda             | Excel·lent             | Els preus dels avions i negocis són els més baixos; les negociacions prenen poc temps |
| Blau              | Amistosa               | Els preus dels avions i negocis estan a un preu raonable; les negociacions prenen un temps raonable també |
| Groc              | Normalitzada           | El cost dels avions i negocis són normals; les negociacions prenen una mica de temps |
| Rojo              | Tiba                   | No es poden comprar avions a aquest país. Els negocis són costosos i les negociacions per comprar-los són extremadament llargues a causa de les tensions diplomàtiques entre tots dos països (de vegades fins i tot al nivell de ser impossibles). |

## Esdeveniments

### Esdeveniments històrics
La simulació inclou esdeveniments històrics com:
- Els Jocs olímpics
- La caiguda del colonialisme
- La separació de Singapur de Malàisia
- L'ascens al poder de Fidel Castro (1959)
- Crisi de Suez
- Guerra indo-pakistanesa de 1971
- Guerra de Yom Kipur
- Una crisi internacional del petroli (1973)
- Guerra Iran-l'Iraq
- Operació Tempesta del Desert
- Perestroika
- Caiguda del Mur de Berlín i la reunificació d'Alemanya
- La caiguda de la Unió Soviètica
- Retorn de Hong Kong a la República Popular de la Xina
- El creixement de la Unió Europea

### Esdeveniments hipotètics
La simulació inclou diversos esdeveniments hipotètics com:
- La unió de Rússia a la Unió Europea
- Guerra civil en Brasil
- La introducció i ràpida caiguda en desús d'avions comercials supersònics (2007–2016)
- Crisi global del petroli a mitjan 2010
- Les nacions del món demanant diners a les aerolínies per buscar formes alternatives als combustibles fòssils

## Actors majors en el joc

### Bloc de l'Est
Des del principi del joc fins al 1986, els països del Bloc de l'Est estan immersos en una tibant relació amb l'Europa occidental, Amèrica del nord, i els països de la British Commonwealth. No obstant això, tenen relacions normals-excel·lents amb lloa països africans, els països de l'Orient Mitjà, països a l'Amèrica central, Amèrica del Sud, i alguns països d'Àsia. Els avions del bloc de l'Est són lleugerament més ineficients amb el consum de combustible, ja que només poden com a màxim fer rutes de distàncies mitjanes. Després de 1986, les aerolínies d'aquests països poden comprar avions més eficients com els Boeing. Aquestes avions fins i tot es tornen més barats una vegada que un dels països de l'Est d'Europa s'uneix a la Unió Europea.
Rússia s'uneix a la UE el 2005, així que serà molt més barat comprar avions Airbus. Els últims models d'Ilyushin i Túpolev són molt barats i una mica més eficients que els anteriors, la qual cosa pot donar-li un avantatge al jugador quan es prefereix maximitzar ingressos.

### Bloc de l'Oest

#### Europa Occidental
Amb relacions entre normals i tibants amb els països de l'Europa Oriental fins al voltant de 1985, les aerolínies que té com a caserna general països de l'Europa Occidental han de ja sigui comprar avions del mercat "local" o ordenar avions lleugerament més cares dels Estats Units. Després de la Perestroika, poden comprar avions de qualsevol companyia. En unir-se ala Unió Europea a mitjan 90 les avions es fan ja sigui més cares o barates segons com estiguessin les relacions amb els Estats Units abans de la fundació de la Unió Europea.

#### Amèrica del Nord
La situació d'Amèrica del Nord és idèntica a la dels països de l'Europa Occidental. L'única diferència és que les avions d'aquest continent són més barates que les comprades en països de l'Europa Occidental. Ja que Amèrica del Nord té en els anys 90 una quantitat major de turisme que Europa, les aerolínies d'Amèrica del Nord poden comprar més avions i aconseguir més noves rutes de vol, la qual cosa millora el seu rendiment econòmic en comparació de les aerolínies europees.

### República Popular de la Xina i altres països
Les normals relacions entre els Estats Units i la Unió Soviètica permeten que la República Popular de la Xina tingui accés a tots els tipus d'avions sense importar l'any. No obstant això, millorar les relacions amb altres països reduirà en preu dels avions - donant-li l'opció al jugador d'adquirir ja sigui avions soviètiques o nord-americanes a un preu menor. Igual que la República Popular de la Xina, els països que no estiguin fortament amb l'OTAN o el Pacte de Varsòvia poden comprar de qualsevol companyia sempre que la seva relació no estigui en un nivell tibant (vermell). Les relacions amb el país han d'estar almenys normal (groc) per poder comprar avions d'aquest país.

## Ciutats

### A-M
- Addis Abeba, Etiòpia
- →  Alger, Algèria
- Atlanta, Geòrgia, EUA
- →  Atenes, Grècia
- Auckland, Nova Zelanda
- (no usada en el joc) →  →  Bagdad, l'Iraq
- →  Barcelona, Espanya
- Pequín
- →  →  Berlín, Alemanya
- →  Berna, Suïssa
- Bombai, Índia (es converteix en Mombai, Índia en la vida real al segle 21)
- →  Brussel·les (Bèlgica)
- Buenos Aires, Argentina
- el Caire, Egipte
- Calcuta, Índia
- Cebú, Filipines
- Chicago, Illinois, EUA
- Dallas, Texas, EUA
- Delhi, Índia
- Fukuoka, Japó
- l'Havana, Cuba
- →  Hong Kong
- Honolulu, Hawaii, EUA
- Houston, Texas, EUA
- Islamabad, Pakistan
- →  Kingston, Jamaica
- Karachi, Pakistan
- →  →  Kíev, USSR (es converteix en Kíev, Ucraïna des de 1991)
- →  Lagos, Nigèria
- Lima, Perú
- →  Londres, UK
- Los Angeles, Califòrnia, EUA
- Manchester, UK
- Manila, Filipines
- Ciutat de Mèxic, Mèxic
- Miami, Florida, EUA
- →  → Minsk, Belarús
- →  →  →  Moscou, USSR (es converteix a Moscou, Rússia des de 1991)

### N-Z
- →  Nairobi, Kenya
- →  Nandi, Fiji
- Nova York, Nova York, EUA
- →  Oslo, Noruega
- Osaka, Japó
- Papeete, Tahiti
- →  París, França
- Filadèlfia, Pennsilvània, EUA
- Phoenix, Arizona, EUA
- Rio de Janeiro, Brasil
- →  Roma, Itàlia
- → →  República de Singapur
- Santiago, Xile
- São Paulo, Brasil
- Sapporo, Japó
- Seül, Corea del Sud
- Shanghái, Xina
- →  Estocolm, Suècia
- Sydney, Nova Gal·les del Sud, Austràlia
- Taipei, Taiwan
- →  Taixkent, Uzbekistan
- Teheran, Iran
- Tòquio, Japó
- (no usada en el joc) →  Toronto, Ontario, Canadà
- Trípoli, Líbia
- →  Tunísia, Tunísia
- (no usada en el joc) →  Vancouver, British Columbia, Canadà
- →  Varsòvia, Polònia
- Washington, Districte de Colúmbia, USA

## Avions

### Aérospatiale-BAC
- Aérospatiale-BAC Concorde

### Airbus
- Airbus A300
- Airbus A300-600
- Airbus A310
- Airbus A320
- Airbus A340

### Boeing
- Boeing 707–120 i 320
- Boeing 727–100 i 200
- Boeing 737-200 i 300
- Boeing 747-200, 300, i 400
- Boeing 757
- Boeing 767
- Boeing 777

### Douglas/McDonnell Douglas
- Douglas DC-6
- Douglas DC-8 Sèries 30, Sèries 50 i Sèries 60
- McDonnell Douglas DC-9-30
- McDonnell Douglas DC-10
- McDonnell Douglas MD-11
- McDonnell Douglas MD-80
- McDonnell Douglas MD-12

### Lockheed
- Lockheed L-1049 "Super Constellation"
- Lockheed L-1011

### Ilyushin
- Ilyushin Il-14
- Ilyushin Il-62
- Ilyushin Il-62M
- Ilyushin Il-62MK
- Ilyushin Il-86
- Ilyushin Il-96-300

### Sud Aviation
- Sud Aviation Caravelle

### Tupolev
- Tupolev Tu-104
- Tupolev Tu-124
- Tupolev Tu-134
- Tupolev Tu-154
- Tupolev Tu-154B
- Tupolev Tu-204

### Vickers
- Vickers Viscount

### Ficció
Diversos avions ficticis van ser introduïts en el quart escenari de joc (2000–2020). En la vida real, McDonnell Douglas i Boeing es van fusionar el 1997.
- McDonnell Douglas MD-100
- Boeing 747-500
- Airbus A360
- Boeing 2000-HJ
- Boeing 2001-SST
- Airbus A370
- McDonnell Douglas MD-1
- Airbus A700
- Airbus A720

## Rebuda
Electronic Gaming Monthly va donar a la versió Super NES un 7,2 sobre 10, considerant-lo "un tipus de joc diferent: més orientat a l'estratègia." Ells van donar a la versió posterior de Genesis un 6.6 de 10 i van opinar que "Com sempre, Koei aconsegueix fer un joc d'estratègia únic que esdevé molt entretingut."
Next Generation va revisar la versió de Genesis del joc, i va qualificar tres estrelles de cinc, i va afirmar que "els fans dels simuladors estaran satisfets amb el nivell de detall."